# 宁高宁
宁高宁（1958年11月9日—），山東高青人，生于山东滨州。1983年毕业于山东大学，获经济学学士；1987年毕业于美国匹兹堡大学，获工商管理学硕士学位，主修财务。曾任中国化工集团董事长、党委书记兼中化集团董事长、党委书记。

## 生平
1975年，下乡成为一名知青。第二年参军入伍。1978年考入山东大学。
1987年，进入华润（集团）有限公司。1990年3月，任华润创业有限公司董事兼董事总经理。1992年，任华润创业有限公司总经理。1996年，任华润（集团）有限公司董事、副总经理。1999年，任华润（集团）有限公司副董事长、总经理兼中国华润总公司总经理。
2004年12月28日，接替周明臣出任中粮集团董事长。
2008年，当选第十一届全国政协委员，代表农业界，分入第三十八组。并担任经济委员会专委。
2016年1月5日，接替刘德树出任中化集团董事长。2018年1月，当选中国人民政治协商会议第十三届全国委员会常务委员会委员。
2018年6月30日，接替任建新兼任中国化工集团董事长。2022年8月26日上午，宁高宁不再擔任中国中化董事长、党组书记。

## 外部參考
- 中糧集團董事長 寧高寧（页面存档备份，存于）